# Chiesa di San Pietro (Riga)
La chiesa di San Pietro, in Lettone Svētā Pētera baznīca, è una grande chiesa gotica situata a Riga, la capitale della Lettonia. La sua torre è una delle più alte d'Europa.

## Storia e descrizione
Nel 1209 fu costruita una prima chiesa per la preghiera popolare, successivamente ingrandita nel corso del XV secolo.
I lavori, eseguiti su progetto e direttive dell'architetto Johann Rumeschottel, cominciarono nel 1406. Tuttavia, interrotti più volte, terminarono solo a fine secolo. Nel 1491 venne eretta un'altissima torre, che crollò nel 1666 e ricostruita nel 1690. Colpita da un fulmine nel 1721, il campanile attuale fu terminato con il complicato coronamento barocco, invece, nel 1746. Nel 1973 quest'ultimo fu ristrutturato. Prima della seconda guerra mondiale, con i suoi 123,25 metri era il più alto edificio d'Europa.
Durante la guerra il campanile subì un incendio. Negli anni 1970 fu restaurato (esattamente, i lavori di restauro finirono nel 1973), e fu aggiunto un ascensore, per consentire ai turisti, ma anche ai cittadini, di godere il panorama della città e dei campi coltivati oltre Riga da un'altezza di 70 metri. Recentemente la chiesa è stata battezzata con l'attuale nome, cioè chiesa di San Pietro.

## Galleria d'immagini

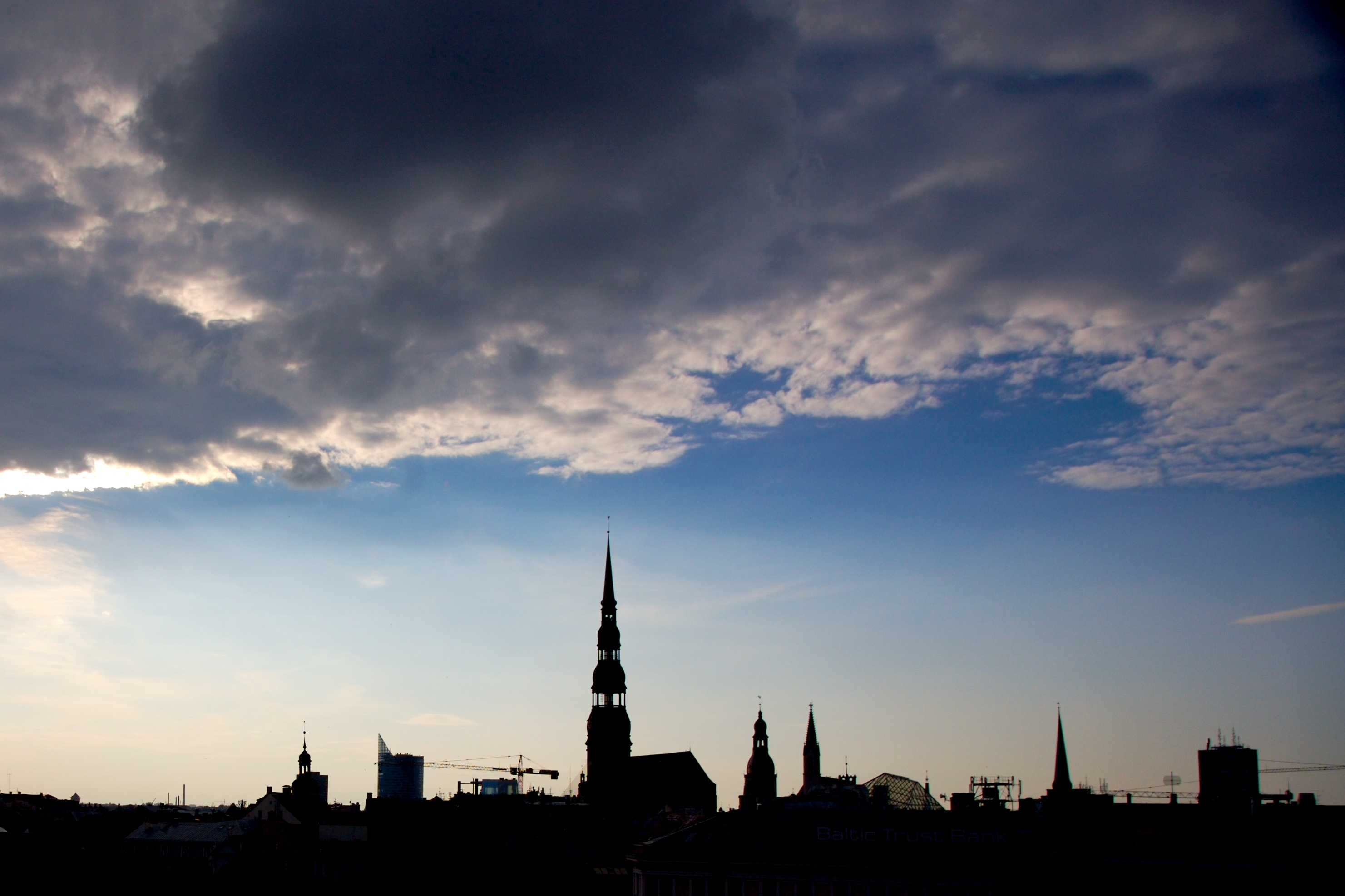
la torre di San Pietro nel profilo cittadino.
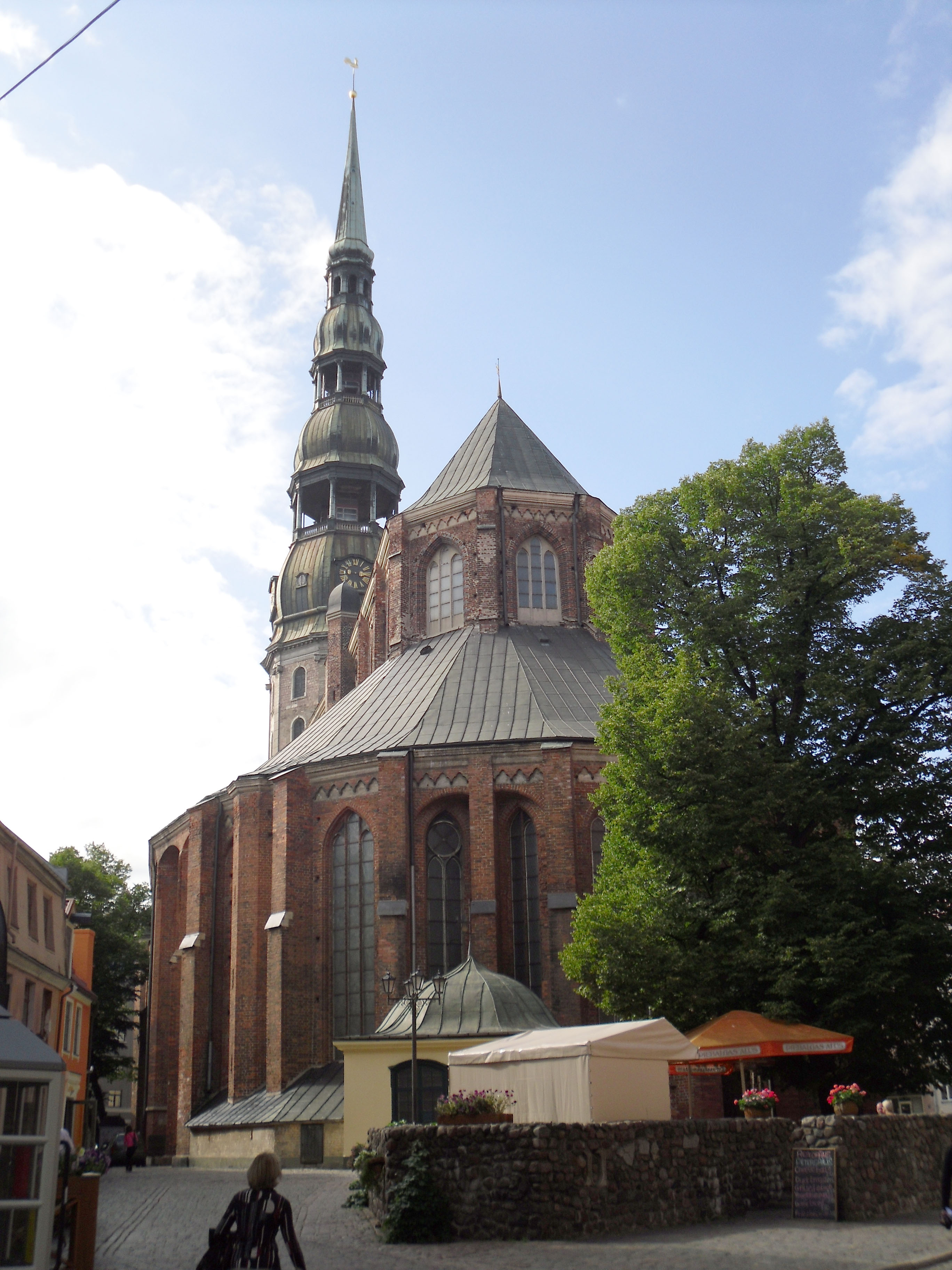
veduta posteriore.
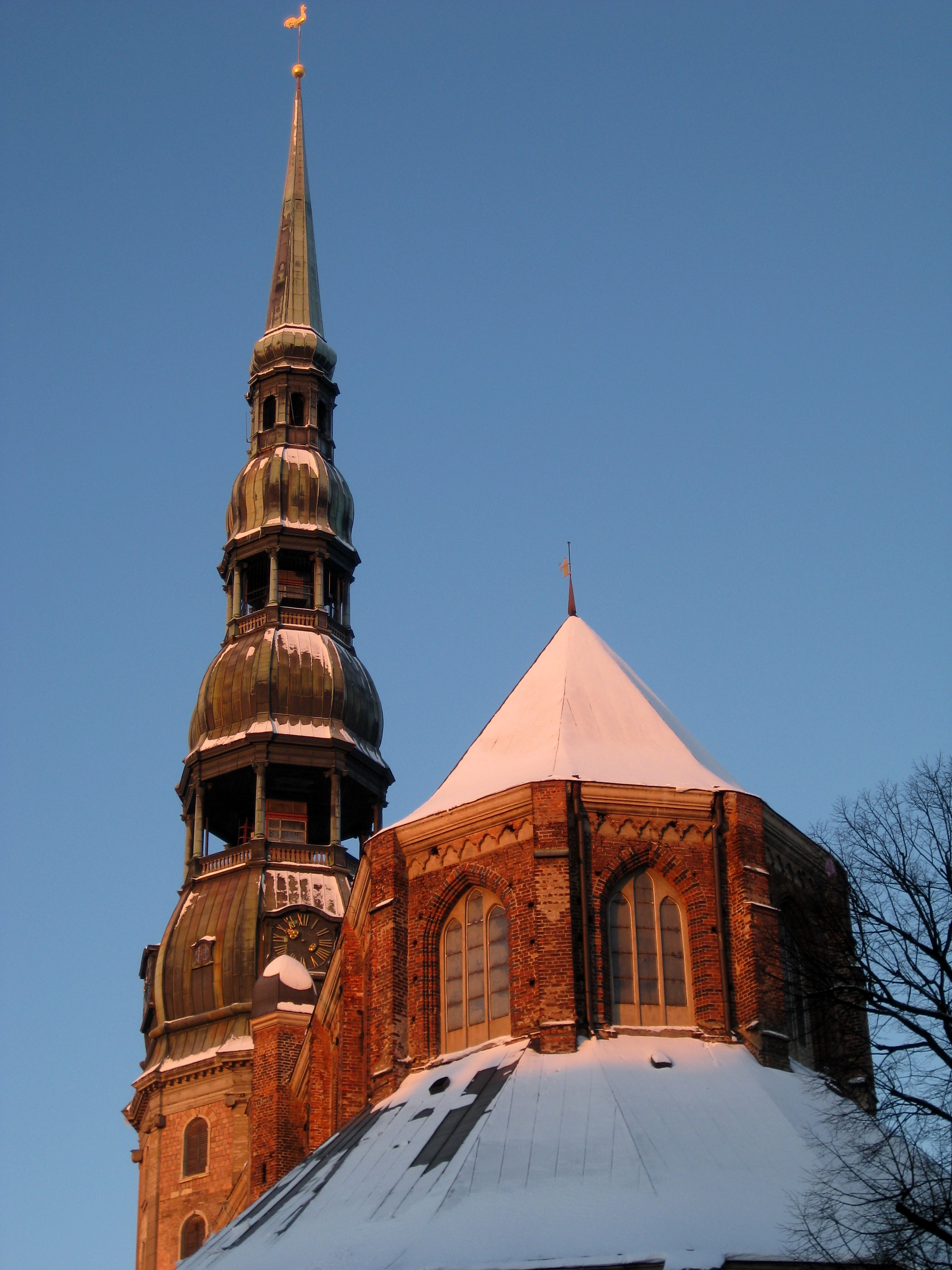
lo slanciato coronamento barocco della torre.
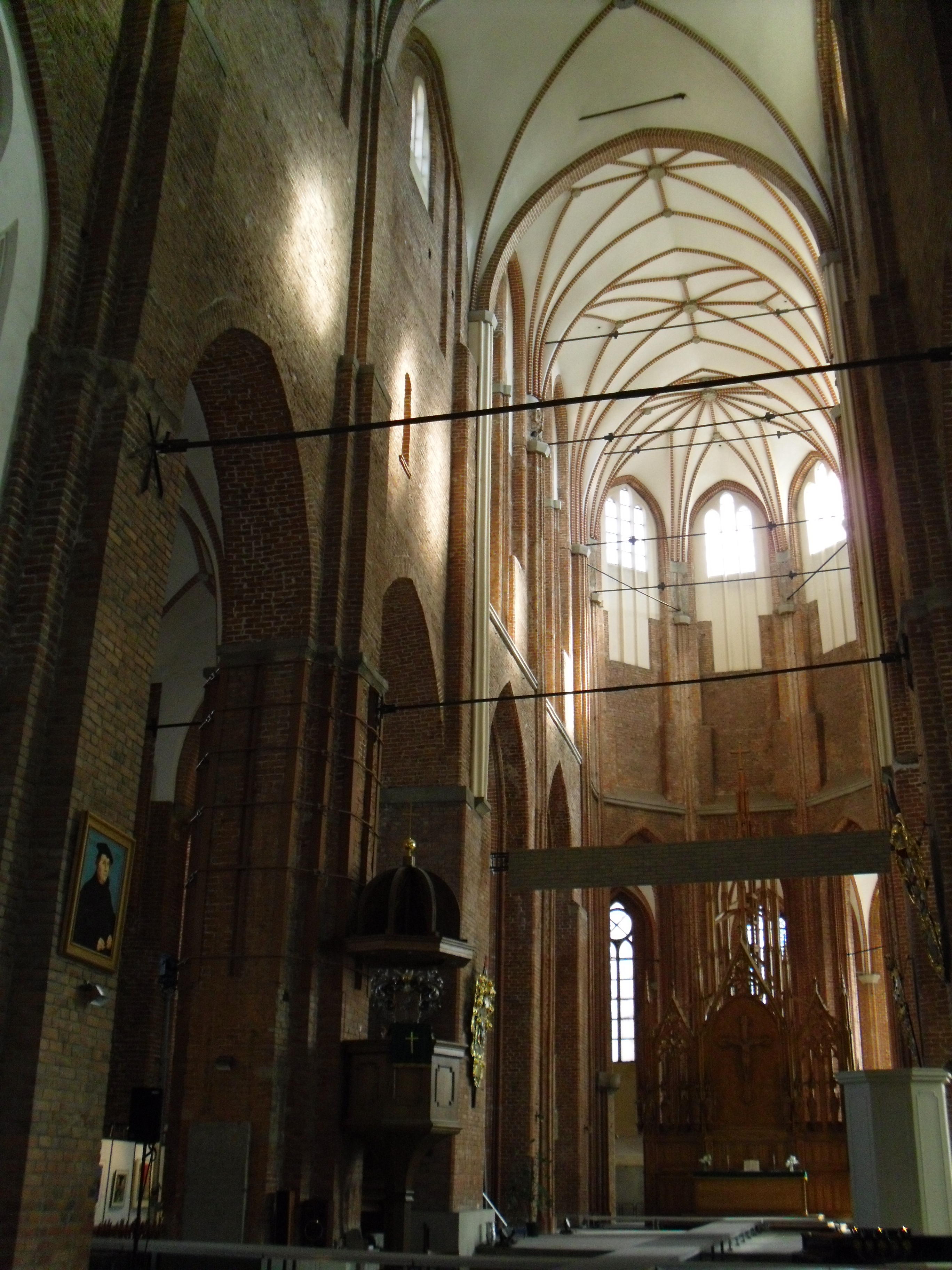
l'interno.